# Хархордин, Олег Валерьевич
Оле́г Вале́рьевич Хархо́рдин (род. 7 марта 1964) — российский политолог и экономист, в 2009—2017 годах — ректор Европейского университета в Санкт-Петербурге. Доктор философии по политологии.

## Образование
В 1985 году окончил экономический факультет Ленинградского государственного университета. С 1987 по 1990 год учился в аспирантуре Института мировой экономики и международных отношений АН СССР.
Доктор философии по политологии (1996, Калифорнийский университет в Беркли).
В 1996—1998 годах являлся научным сотрудником Центра международных исследований Гарвардского университета. В качестве приглашённого профессора преподавал на факультетах политических наук Йельского (2002) и Гарвардского (2002—2003) университетов, в Институте политических исследований в Париже (2005, 2006, 2008).

## Европейский университет
Декан факультета политических наук и социологии Европейского университета в Санкт-Петербурге (1998—2001).
В 2009—2017 ректор негосударственного образовательного учреждения высшего профессионального образования Европейский университет в Санкт-Петербурге. Председатель Правления Фонда ЕУСПб, профессор факультета политических наук.
Специалист по средневековым республикам, директор центра Res Publica.

## Сочинения
- Обличать и лицемерить: генеалогия российской личности. — Издательство ЕУСПб, 2002. — 511 с. ISBN 5-94380-017-4
- Волков В. В., Хархордин О. В. Теория практик. — Издательство Европейского университета в Санкт-Петербурге, 2008. — 298 с. — ISBN 978-5-94380-078-8
- Основные понятия российской политики. — М.: Издательство НЛО, 2011. — 328 с. ISBN 978-5-86793-886-4
- Republicanism in Russia: Community Before and After Communism. — Harvard University Press, 2018. — 320 pp. ISBN 9780674976726
- Республика, или Дело публики. — СПб.: Издательство Европейского университета, 2020.